# Josep Gras (ciclista)
Josep Gras (Manresa) va ser un ciclista català que va córrer professionalment als anys 30 i 40 del segle xx. Va participar en 5 edicions de la Volta a Catalunya.

## Palmarès

### Resultats a la Volta a Espanya
- 1945. Abandona